# Corneliu Porumboiu
Corneliu Porumboiu (ur. 14 września 1975 w Vaslui) – rumuński reżyser i scenarzysta filmowy, przedstawiciel nowej fali kina rumuńskiego.

## Życiorys
W latach 1994–1998 studiował zarządzanie na Academia de Studii Economice, a następnie reżyserię filmową na Narodowym Uniwersytecie Sztuki Teatralnej i Filmowej im. I.L. Caragiale (UNATC) w Bukareszcie, którą ukończył w 2003.
Po zrealizowaniu kilku filmów krótkometrażowych, bardzo dobrze przyjętych na festiwalach w Rumunii i poza jej granicami (Pe aripile vinului, Călătorie la oraș, Visul lui Liviu)), zadebiutował filmem fabularnym 12:08 na wschód od Bukaresztu (2006). Ten wyprodukowany z niezależnych funduszy obraz miał swoją światową premierę na 59. MFF w Cannes. Porumboiu powrócił stamtąd ze Złotą Kamerą za najlepszy debiut reżyserski i nagrodą Label Europa Cinemas. Film cieszył się uznaniem na całym świecie i został nominowany do Europejskich Nagród Filmowych.
Kolejny film Porumboiu, Policjant, przymiotnik (2009), został zaprezentowany na 62. MFF w Cannes. Zdobył tam Nagrodę Jury w sekcji "Un Certain Regard" oraz nagrodę FIPRESCI. W tej samej sekcji wyróżniono na 68. MFF w Cannes również film Skarb (2015).
Porumboiu zasiadał w jury sekcji "Cinéfondation" na 64. MFF w Cannes (2011).

## Filmografia

### Reżyser
- 2003: Călătorie la oraș
- 2004: Visul lui Liviu
- 2006: A fost sau n-a fost? (12:08 na wschód od Bukaresztu)
- 2009: Politist, adjectiv (Policjant, przymiotnik)
- 2013: Când se lasă seara peste București sau metabolism
- 2014: Al doilea joc
- 2015: Comoara (Skarb)
- 2018: Fotbal Infinit (W otchłani futbolu)

### Aktor
- 2009: La Nouvelle Vague du Cinema Roumain, reż. Marius Doicov, Vincent Guyottot
- 2014: Al doilea joc, reż. Corneliu Porumboiu